# Кору

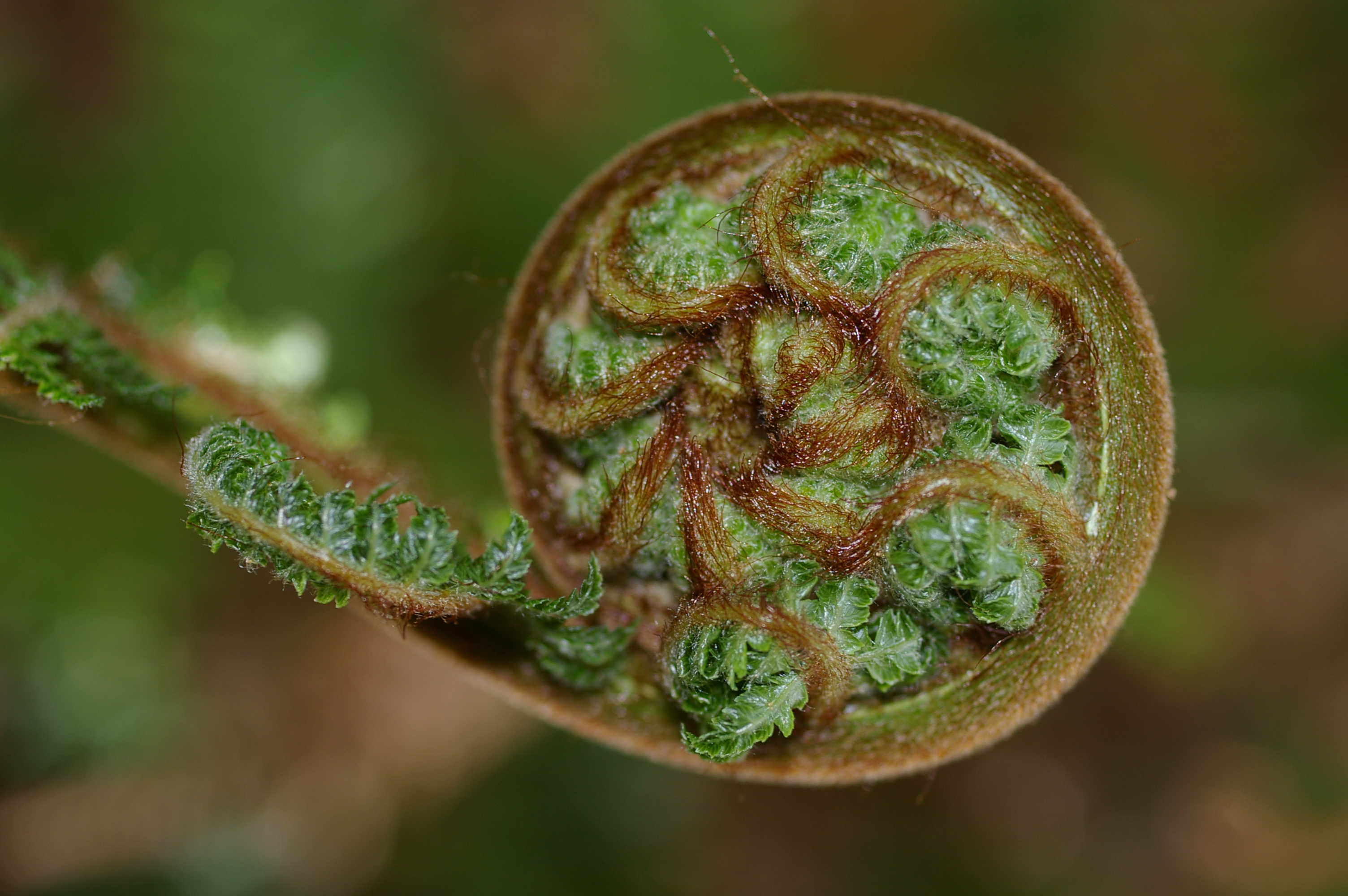
Листя сріблястої папороті, що розгортається

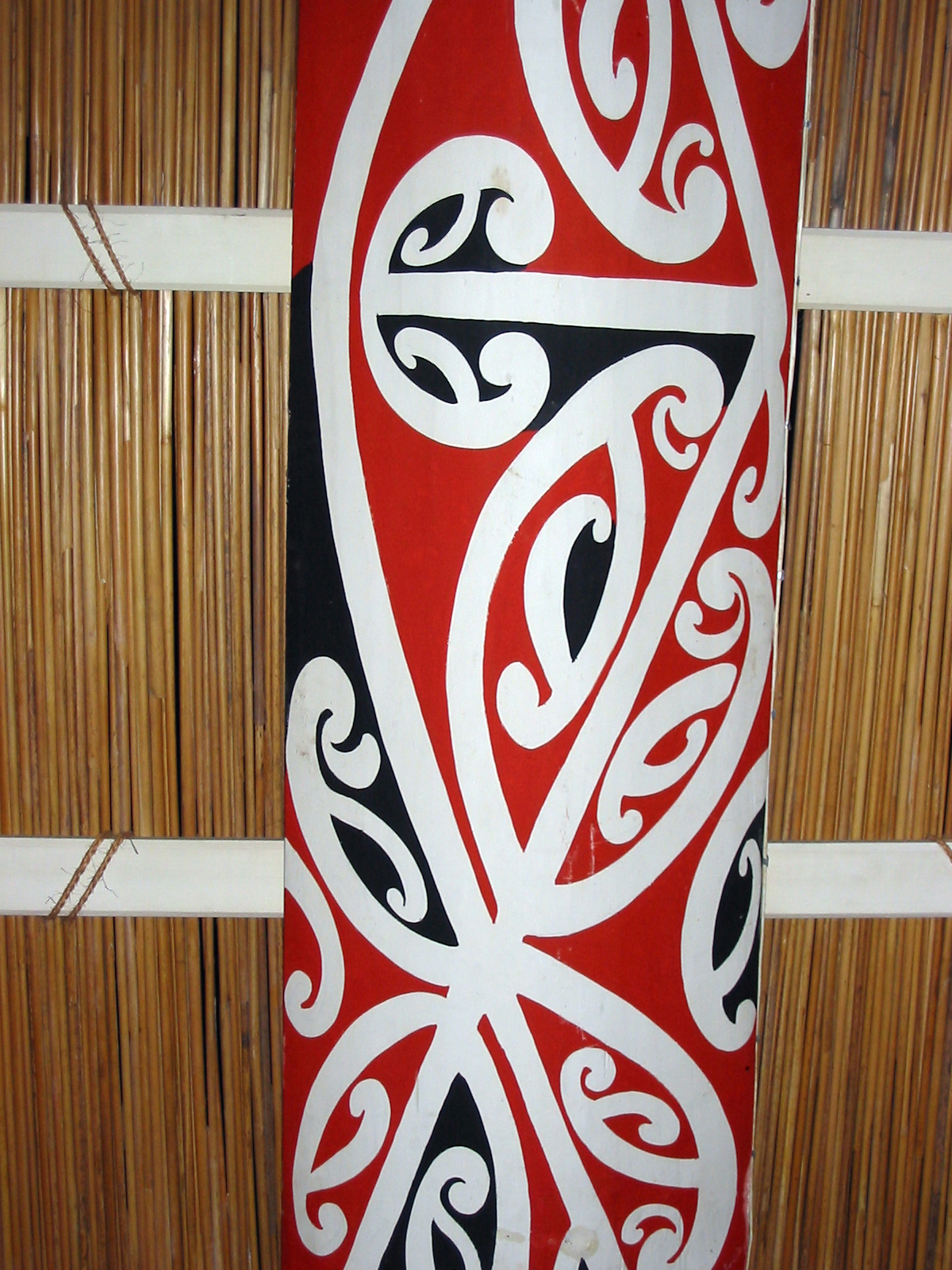
Візерунки Кору ковхайвхай Koru kōwhaiwhai на крокві з регіону Нгаті Мару

Прапор кору

Кору (маор. Koru, дос. «петля, котушка») — це візерунок у вигляді спіралі, який нагадує щойно розгорнутий листок сріблястої папороті.  Це один з найбільш розповсюджених символів у мистецтві маорі, маорійському різьбленні та татуюванні, який символізує нове життя, зростання, силу та мир.  Вважається, що форма кору «передає ідею вічного руху», а також «пропонує повернутися до точки нашого походження». 

## Використання в традиційному дизайні
Кору є обов'язковим мотивом символічних абстрактних візерунків кувайвай, які традиційно використовуються для прикраси варенуї (традиційних маорійських будинків для зборів). 

## Сучасні адаптації
Логотип національного перевізника Нової Зеландії авіакомпанії Air New Zealand містить кору. Цей логотип було створено на основі візерунка ковайвай новозеландського іві (племені) Нгаті-кахунгуну. Офіційно авіакомпанія заявляє, що кору у її логотипі символізує новозеландську флору. Цей логотип був представлений у 1973 році одночасно з появою першого широкофюзеляжного літака авіакомпанії McDonnell Douglas DC-10. Декілька інших загальнонаціональних організацій Нової Зеландії також використовують кору у своїх логотипах, серед них Міністерство охорони природи Нової Зеландії .
У 1983 році Фріденсрайх Гундертвассер запропонував створити додатковий прапор Нової Зеландії з використанням кору. Це також стало основою для відомої серії мистецьких робіт видатного новозеландського художника Гордона Волтерса. Завитки Кору також дещо нагадують японський символ Томое. 
Національна команда Нової Зеландії з корфболу має прізвисько «кору» (коруйці). 